# Rochelle Swanson
Pour les articles homonymes, voir Rochelle et Swanson.
Rochelle Swanson, née le 4 décembre 1963 à Three Rivers, en Californie, aux (États-Unis), est une actrice américaine.

## Biographie

### Jeunesse
Rochelle Swanson naît le 4 décembre 1963 à Three Rivers, en Californie, aux (États-Unis).

## Filmographie
- 1992 : In the Deep Woods (téléfilm) : Allison Cox
- 1993 : Tainted Blood (téléfilm) : la femme des nouvelles
- 1993 : Rubdown (en) de Stuart Cooper  (téléfilm) : la libraire
- 1992-1993 : Silk Stalkings (série télévisée) : Ricki / Blonde Mugger / Carol Wells (3 épisodes)
- 1994 : Dead On : une femme à la soirée
- 1994 : Night Fire : Gwen
- 1994 : Secret Games 3 : Diana Larson
- 1994 : Rêves interdits (Illicit Dreams) : Beverly Keen
- 1994 : Mariés, deux enfants (Married... with Children) (série télévisée) : la femme #1
- 1994 : T-Force : la serveuse de cocktails
- 1994 : Indecent Behavior II : Jordan Mueller
- 1995 : Sorceress : Carol, l'ex-petite amie de Larry
- 1995 : Hard Bounty : Jess
- 1995 : NYPD Blue (série télévisée) : Sabrina
- 1995 : Loïs et Clark : Les Nouvelles Aventures de Superman (série télévisée) : Simone
- 1995 : Sherman Oaks (série télévisée) : Sheila Shane (7 épisodes)
- 1995 : Phoenix 2 : Beth
- 1995 : The Misery Brothers : Stripper
- 1995 : Love Street (série télévisée) : Michelle
- 1995 : Deadly Takeover : docteure Allie Levin
- 1996 : Baywatch (série télévisée) : Shelby
- 1996 : Forever (série télévisée) : Cynthia Shaw (41 épisodes)
- 1996 : Within the Lines
- 1996 : Walnut Creek : Laura, l'épouse
- 1996 : Second Chance : Donna
- 1995-1996 : Night Stand (série télévisée) : Jill / Erline (2 épisodes)
- 1996 : Hungry for You : Viva
- 1997 : Meet Wally Sparks' : Dixie
- 1997 : High Tide (série télévisée) : Noreen Darman
- 1997 : Mike Hammer, Private Eye (série télévisée) : Claudia
- 1997 : Mutual Needs : Charlene
- 1997 : Me and the Gods
- 1998 : Un homme pour la vie (The Cowboy and the Movie Star) (téléfilm) : Liz Brannan
- 1998 : Prise de risque (On the Border) (téléfilm) : Rosalita
- 1999 : Melrose Place (série télévisée) : Yvette
- 1999 : Hostile Environment : Jennifer
- 2000 : Diagnosis Murder (série télévisée) : Phil
- 2003 : An American Reunion : Cindy Alden